# 小泉堯史
小泉 堯史（こいずみ たかし、1944年11月6日 - ）は、日本の映画監督。茨城県水戸市出身。

## 来歴・人物
茨城県立水戸第一高等学校、東京写真短期大学（現在の東京工芸大学）写真技術科、早稲田大学卒業。早大卒業後の1970年、黒澤明に師事し、28年間にわたって助手を務める。写真技師出身ということで、市川崑が監督したATG映画『股旅』ではスチル担当も務めたこともあり、平成期デビューの監督としては、この両者に直接仕えることのできた唯一の人物となった。
黒澤の死後、その遺作シナリオ『雨あがる』を映画化し（2000年公開）、監督デビューする。この作品でヴェネツィア国際映画祭の緑の獅子賞、日本アカデミー賞で作品賞をはじめとする8部門で受賞。さらに2002年の『阿弥陀堂だより』でも日本アカデミー賞を2部門受賞した。
『雨あがる』では、黒澤明の映像テクニックを再現し「まるで黒澤が監督しているようだ」と高い評価を受けた。近年では黒澤明の映像技法から脱し、独自の映像表現スタイルを確立しつつある。また、スタッフには『黒澤組』ゆかりの人物が大勢参加している。

## 受賞歴
- 第24回日本アカデミー賞（2000年） - 優秀監督賞
- 第38回山路ふみ子映画賞（2014年） - 受賞記念上映『蜩ノ記』[1]
- 第39回報知映画賞 監督賞（2014年） - 『蜩ノ記』[2]
- 第38回日本アカデミー賞 優秀監督賞（2014年） - 『蜩ノ記』[3]
- 平成26年度芸術選奨文部科学大臣賞 - 『蜩ノ記』[4]

## 映画作品
- 夢（1990年 助監督。 監督：黒澤明）
- 八月の狂詩曲（1991年 助監督。 監督：黒澤明）
- まあだだよ（1993年 助監督。 監督：黒澤明）
- 雨あがる（2000年 監督）
- 阿弥陀堂だより（2002年 監督 / 脚本）
- 博士の愛した数式（2006年 監督）
- 明日への遺言（2008年 監督）
- 蜩ノ記（2014年 監督 / 脚本）
- 散り椿（2018年 脚本。 監督︰木村大作）
- 峠 最後のサムライ（2022年 監督 / 脚本）
- 雪の花 -ともに在りて-（2025年 監督 / 脚本）